# Alfred Weidenmann
Alfred Weidenmann (* 10. Mai 1916 in Stuttgart; † 9. Juni 2000 in Zürich, Schweiz – Pseudonym (unter Verwendung seines Vornamens als Ananym): W. Derfla) war ein deutscher Regisseur und Autor von Jugendbüchern.

## Leben und Werdegang
Alfred Weidenmann war der Sohn des Fabrikanten Ludwig Weidenmann und seiner Frau Josefine geborene Göttle. Schon als Schüler eines Realgymnasiums drehte er Schmalfilme.
Nach dem Abitur studierte er drei Semester an der Kunstakademie Stuttgart Malerei und Grafik und arbeitete dann als Fotograf für Stuttgarter Zeitungen. Nach Mitgliedschaft in einem Pfadfinderbund trat Weidenmann 1934 in die Hitlerjugend und die NSDAP (Mitgliedsnummer 3.456.764) ein. Er arbeitete als Journalist bei der Berliner Illustrirten Zeitung, war von 1934 bis 1936 bei der völkischen Reichssturmfahne sowie 1935/36 beim NS-Kurier. Im Auftrag der Reichsjugendführung bereiste er als Journalist europäische Länder, über deren Jugend er in mehreren Publikationen des Loewe Verlages berichtete. Ab 1934 bis Frühjahr 1936 war Weidenmann außerdem Presse- und Propaganda-Referent in der Propagandaabteilung der HJ-Gebietsführung Württemberg in Stuttgart und anschließend dort Abteilungsleiter für die Sparte „Film“.
1935 drehte er auf der Insel Norderney einen Propagandafilm über die Hitlerjugend namens Jungbann 2., mit dem er 1936 bei einem Amateurfilmwettbewerb den ersten Preis gewann. Erlebnisse bei den Aufnahmen verarbeitete er in seinem ersten Jugendroman Jungzug 2. Daraus machte er später eine Trilogie 50 Jungen im Dienst (Trupp Plassen, 1937; Kanonier Brakke Nr. 2, 1938) für die Weidenmann 1937/38 mit dem 3. Preis des Hans-Schemm-Preises des NSLB ausgezeichnet wurde. Weidenmann leistete seinen Reichsarbeitsdienst und von Herbst 1936 bis 1938 seinen Wehrdienst in der Wehrmacht.
Von 1938 bis 1940 übernahm Weidenmann, als Nachwuchsschriftsteller gefördert, die Herausgabe der dreizehnbändigen Buchreihe Bücher der Jungen. Sein 1939 entstandener Roman Jakko über die Aufnahme eines verwaisten Zirkusjungen durch die Marine-HJ wurde 1941 verfilmt. Ab 1939 gehörte Weidenmann zur Reichsjugendführung der NSDAP. Im Presse- und Propagandaamt der Reichsjugendführung übernahm er die Schriftleitung der „Kriegsbücherei der deutschen Jugend“, für die er unter dem Pseudonym W. Derfla auch als Autor schrieb. Im Laufe des Jahres 1940 wurde Weidenmann zur Wehrmacht einberufen, wurde aber nach Fronteinsatz in Frankreich und der Sowjetunion freigestellt.
Im April 1942 zum Bannführer der HJ befördert, wurde Weidenmann Leiter und Regisseur der HJ-Filmschau Junges Europa, die bis 1945 acht Ausgaben für das Kino-Vorprogramm lieferte, und wurde zugleich Leiter der Hauptabteilung „Film“ in der Reichsjugendführung. Im selben Jahr debütierte er als Filmregisseur mit dem Spielfilm Hände hoch!. Gemeinsam mit Herbert Reinecker realisierte er den Propagandaspielfilm Junge Adler (1943/44).
Während der Schlacht um Berlin geriet Weidenmann in die Gefangenschaft der Roten Armee. Dort leitete er eine Soldatenbühne, die vor den Mitgefangenen spielte. Mehrere seiner Schriften wurden in der Sowjetischen Besatzungszone auf die Liste der auszusondernden Literatur gesetzt.
Nach der Entlassung aus der Gefangenschaft schrieb er zunächst Jugendbücher. Diese erschienen im Loewe Verlag, in dem er bereits vor 1945 hauptsächlich publiziert hatte. Kaulquappe, Boss der Zeitungsjungen, die Fortsetzung Kaulquappe und die Falschmünzer sowie Gepäckschein 666 zählen zu den erfolgreichsten Jugendbüchern ihrer Zeit; Gepäckschein 666 wurde 1961 von Theo Mezger verfilmt. Auch Weidenmanns Buchreihe Die glorreichen 7, die bis 1986 sechs Bände umfasste, erfreute sich großer Beliebtheit. Daneben war er als Autor von Theaterstücken, Hörspielen und Operettenlibretti aktiv.
Als Filmregisseur drehte Weidenmann seit 1953 drei Kulturfilme, von denen Weg in die Freiheit den Deutschen Filmpreis erhielt. Damit begann die erneute enge Zusammenarbeit mit Herbert Reinecker, der auch in den sich nun anschließenden Spielfilmen meist als Autor fungierte. Ein Beispiel, in dem er ein zeithistorisches Thema verfilmte, war Canaris (1954). Filmportal.de, eine Homepage, die sich unter anderem mit dem Film im Nationalsozialismus beschäftigt, nennt diesen Film eine „Geschichtsverfälschung à la 1950er Jahre“. Weidenmann führte auch bei Kriminal- und Unterhaltungsfilmen Regie, in denen prominente deutsche Schauspieler und Schauspielerinnen auftraten. Ein Beispiel ist Scampolo (1957) mit Romy Schneider.
In den 1970er Jahren wurde aus dem routinierten Kinoregisseur ein gefragter Fernsehregisseur, der unter anderem bei den Serien Der Kommissar, Derrick und Sonderdezernat K1 sowie bei Fernsehspecials mit Lilli Palmer und Martin Held mitwirkte.
Ab 1959 lebte Weidenmann in Berlin-Dahlem. Im Jahr 1984 verlegte er seinen Wohnsitz in die Schweiz nach Zollikon. Zuletzt lebte er auch wieder in Stuttgart.
Alfred Weidenmann starb im Alter von 84 Jahren in Zürich bei den Vorbereitungen zu einer Folge der Serie Der Alte. Sein Grab befindet sich auf dem Waldfriedhof Stuttgart.

## Auszeichnungen
- 1936 1. Preis beim Wettbewerb des Verbandes deutscher Amateurfilmer
- 1938: Hans-Schemm-Preis des NSLB für die Buch-Trilogie Jungen im Dienst
- 1942 „bester Jugendspielfilm des Festlandes“ beim Filmwettbewerb der europäischen Jugend in Florenz für Hände hoch
- 1954 Bundesfilmpreis für Weg in die Freiheit (bester Kulturfilm des Jahres)
- 1955 Filmband in Gold (Bester Regisseur) für Canaris
- Prix Femina (Paris) für Canaris
- Preis des spanischen Kritikerverbandes für Canaris
- 1956 Filmband in Silber für Alibi
- 1981 Goldener Gong für Sonderdezernat K1, gemeinsam mit Martin Boettcher und Harald Vock

## Filmografie
- 1936: Jungbann 2.
- 1941: Jakko (Buchvorlage)
- 1941: Soldaten von morgen (Reportage über Ausbildungszweige der Hitlerjugend)
- 1941: Außer Gefahr (Reportage über die Kinderlandverschickung)
- 1942: Hände hoch!
- 1944: Junge Adler
- 1945: Die Schenke zur ewigen Liebe (unvollendet)
- 1949: Wir bummeln um die Welt
- 1953: Weg in die Freiheit (Dokumentarfilm, auch Produzent)
- 1953: Ich und Du
- 1954: Canaris
- 1955: Der Himmel ist nie ausverkauft
- 1955: Alibi
- 1956: Kitty und die große Welt
- 1957: Der Stern von Afrika
- 1957: Sonntags-Eltern (Dokumentarfilm, auch Produzent)
- 1958: Scampolo
- 1958: Solange das Herz schlägt
- 1959: Buddenbrooks (zweiteilig)
- 1960: Bumerang
- 1960: An heiligen Wassern
- 1961: Julia, du bist zauberhaft
- 1962: Ich bin auch nur eine Frau
- 1963: Das große Liebesspiel
- 1964: Verdammt zur Sünde
- 1965: Schüsse im 3/4 Takt
- 1965: Die Herren – 5. Episode: Die Bürger
- 1965: Das Liebeskarussell – 3. Episode: Dorothea
- 1966: Ich suche einen Mann
- 1966: Maigret und sein größter Fall
- 1970: Unter den Dächern von St. Pauli
- 1971: Das Freudenhaus
- 1972: Eine Frau bleibt eine Frau (1)
- 1972: Sonderdezernat K1: Vier Schüsse auf den Mörder
- 1973: Sonderdezernat K1: Kassensturz nach Mitternacht
- 1973: … aber Jonny!
- 1973: Eine Frau bleibt eine Frau (2)
- 1975: Derrick: Tod am Bahngleis
- 1975: Sonderdezernat K1: Flucht
- 1975: Derrick: Ein Koffer aus Salzburg
- 1975: Liebe mal so – mal so
- 1975: Der Kommissar: Mord nach der Uhr
- 1976: Derrick: Kalkutta
- 1976: Derrick: Das Bordfest
- 1976: Sanfter Schrecken (TV-Film)
- 1977: Konkurs
- 1977: Eine Frau bleibt eine Frau (3)
- 1977: Sonderdezernat K1 – MP-9mm frei Haus
- 1977: Der keusche Lebemann
- 1977: Sonderdezernat K1 – Der Regen bringt es an den Tag
- 1978: Der Schimmelreiter
- 1978: Unsere kleine Welt (4 Geschichten)
- 1978: Der große Karpfen Ferdinand
- 1978: Eine Frau bleibt eine Frau (4)
- 1979: Geschichten mit Martin Held
- 1980: Die Karten lügen nicht
- 1980: Derrick: Ein Lied aus Theben
- 1981: Sonderdezernat K1: Die Spur am Fluss
- 1981: Sonderdezernat K1: Die Rache eines V-Mannes
- 1981: Der Alte: Der Überfall
- 1982: Derrick: Hausmusik
- 1982: Unsere schönsten Jahre (4. Folge)
- 1983: Unsere schönsten Jahre (6. Folge)
- 1983: Derrick: Die Tote in der Isar
- 1984: Derrick: Keine schöne Fahrt nach Rom
- 1984: Mann ohne Fahrschein
- 1986: Der Alte: Killer gesucht
- 1986: Derrick: Der Fall Weidau
- 1986: Derrick: Die Rolle seines Lebens
- 1987: Wer erschoss Boro?
- 1987: Ein teuflischer Plan
- 1988: Derrick: Kein Risiko
- 1988: Derrick: Die Mordsache Druse
- 1988: Der Alte: Der Freispruch
- 1988: Der Alte: Ein ganz gewöhnlicher Mord
- 1989: Derrick: Diebachs Frau
- 1990: Derrick: Der Augenblick der Wahrheit
- 1990: Der Alte: So gut wie tot
- 1991: Derrick: Caprese in der Stadt
- 1991: Der Alte: Der Tagebuchmord
- 1992: Derrick: Die Reise nach München
- 1992: Derrick: Die Festmenüs des Herrn Borgelt
- 1993: Derrick: Mann im Regen
- 1993: Derrick: Melodie des Todes
- 1994: Derrick: Das Thema
- 1994: Derrick: Eine Endstation
- 1994: Der Alte: Verschwunden … und nicht vermisst
- 1994: Derrick: Abendessen mit Bruno
- 1995: Derrick: Ein Mord, zweiter Teil
- 1995: Derrick: Teestunde mit einer Mörderin?
- 1995: Derrick: Eines Mannes Herz
- 1995: Derrick: Herr Widanje träumt schlecht
- 1996: Derrick: Einen schönen Tag noch, Mörder!
- 1996: Derrick: Das dunkle Licht
- 1997: Derrick: Verlorener Platz
- 1998: Derrick: Mama Kaputtke
- 1999: Der Alte: Die zweite Frau

## Jugendbücher (Auswahl)
- Jungzug 2. Loewe, Stuttgart 1936.
- Trupp Plassen. Loewe, Stuttgart 1937. (= Jungen im Dienst; 2).
- Kanonier Brakke Nr. 2. Loewe, Stuttgart 1938. (= Jungen im Dienst; 3).
- Jakko. Loewe, Stuttgart 1939. (1941 von Fritz Peter Buch verfilmt).
- Unternehmen Jaguar. Taten der Panzerwaffe in Polen. Reihe: Kriegsbücherei der deutschen Jugend, 8. Steiniger Verlage, Berlin 1940 (als Derfla).
- Junges Europa. Loewe, Stuttgart 1940.
- Junges Griechenland. 1940.
- Junges Italien. Loewe, Stuttgart 1940.
- Junges Portugal. 1940.
- Junges Spanien. 1940.
- Kaulquappe, Boss der Zeitungsjungen. 1951.
- Winnetou junior fliegt nach Berlin. 1952.
- Kaulquappe und die Falschmünzer. 1953.
- Gepäckschein 666. Loewe, Stuttgart 1953. (1961 von Theo Mezger verfilmt).
- Die Fünfzig vom Abendblatt. 1960. (Zusammenfassung der beiden Kaulquappe-Bücher).
- Ganz Pollau steht kopf. 1961.
- Der blinde Passagier. Loewe, Bayreuth 1968.
- Die Glorreichen 7 und der rätselhafte Kunstraub. Loewe, Bindlach 1972 (Neuauflage 1994), ISBN 3-7855-2702-0.
- Der gelbe Handschuh. Loewe, Bayreuth 1974, ISBN 3-7855-1679-7.
- Die Glorreichen 7 und der Junge aus dem Meer. Loewe, Bayreuth 1976. ISBN 3-7855-1712-2.
- Die Glorreichen 7 und das Geheimnis der grünen Maske. Loewe, Bayreuth 1976. ISBN 3-7855-1741-6.
- Die Glorreichen 7 und der Sohn des Häuptlings. Loewe, Bayreuth 1979. ISBN 3-7855-1808-0.
- Die Glorreichen 7 und der doppelte Schlüssel. Loewe, Bayreuth 1981. ISBN 3-7855-1858-7.
- Die Glorreichen 7 und das unheimliche Haus. Loewe, Bindlach 1986. ISBN 3-7855-2048-4.
- Dicke Fische – Kleine Gauner. Das große Alfred-Weidenmann-Buch. Loewe, Bayreuth 1982. ISBN 3-7855-1906-0.
- Die Spur führt nach Tahiti. Loewe, Bindlach 1995. ISBN 3-7855-2739-X.